# Bahnstrecke Saketi–Bayah
| Die Bahnstrecke in Banten auf Java |                   |                    |                    |
| Streckenlänge: | 89,35 km          |                    |                    |
| Spurweite: | 1067 mm (Kapspur) |                    |                    |
| Zweigleisigkeit: | nein              |                    |                    |
| |                   |                    |                    |
| \| \| \| von Labuan \| \| \| \| 0 \| Saketi \| Saketi \| \| \| \| nach Rangkasbitung \| \| \| \| \| Jasugi \| \| \| \| \| Cimanggu \| \| \| \| \| Kadunghauk \| \| \| \| \| Jalupang \| \| \| \| \| Pasung \| \| \| \| \| Kerta \| \| \| \| \| Gintung \| \| \| \| \| Malingping \| \| \| \| \| Cilangkahan \| \| \| \| \| Sukahujan \| \| \| \| \| Cihara \| \| \| \| \| Payaungan \| \| \| \| \| Cisiih \| \| \| \| \| Bayah \| \| \| \| \| Bayahbengkel \| \| \| \| \| Bayahjurnatan \| \| \| \| 89 \| Pulaumanuk \| Pulaumanuk \| |                   |                    |                    |
| Strecke (außer Betrieb) |                   | von Labuan         | von Labuan         |
| Bahnhof (Strecke außer Betrieb) | 0                 | Saketi             | Saketi             |
| Abzweig geradeaus und nach links (Strecke außer Betrieb) |                   | nach Rangkasbitung | nach Rangkasbitung |
| Bahnhof (Strecke außer Betrieb) |                   | Jasugi             | Jasugi             |
| Bahnhof (Strecke außer Betrieb) |                   | Cimanggu           | Cimanggu           |
| Bahnhof (Strecke außer Betrieb) |                   | Kadunghauk         | Kadunghauk         |
| Bahnhof (Strecke außer Betrieb) |                   | Jalupang           | Jalupang           |
| Bahnhof (Strecke außer Betrieb) |                   | Pasung             | Pasung             |
| Bahnhof (Strecke außer Betrieb) |                   | Kerta              | Kerta              |
| Bahnhof (Strecke außer Betrieb) |                   | Gintung            | Gintung            |
| Bahnhof (Strecke außer Betrieb) |                   | Malingping         | Malingping         |
| Bahnhof (Strecke außer Betrieb) |                   | Cilangkahan        | Cilangkahan        |
| Bahnhof (Strecke außer Betrieb) |                   | Sukahujan          | Sukahujan          |
| Bahnhof (Strecke außer Betrieb) |                   | Cihara             | Cihara             |
| Bahnhof (Strecke außer Betrieb) |                   | Payaungan          | Payaungan          |
| Bahnhof (Strecke außer Betrieb) |                   | Cisiih             | Cisiih             |
| Bahnhof (Strecke außer Betrieb) |                   | Bayah              | Bayah              |
| Bahnhof (Strecke außer Betrieb) |                   | Bayahbengkel       | Bayahbengkel       |
| Bahnhof (Strecke außer Betrieb) |                   | Bayahjurnatan      | Bayahjurnatan      |
| Kopfbahnhof Streckenende (Strecke außer Betrieb) | 89                | Pulaumanuk         | Pulaumanuk         |

Die Bahnstrecke Saketi–Bayah baute man von Saketi nach Bayah (alternative Schreibung: Bajah), im Süden der Provinz Banten (Bantam) auf der Insel Java. Die Strecke wurde während der japanischen Besetzung hauptsächlich zum Abtransport von Braunkohle aus einer Mine bei Bajah – im heutigen Bezirk Kabupaten Lebak – benötigt. Der erste Zug verkehrte am 1. April 1944, der Bahnbetrieb ging auch nach Kriegsende bis 1948 weiter. Bald nach der Unabhängigkeit wurde die Strecke 1951 stillgelegt.

## Strecke
Die Strecke zweigte in Saketi von der Bahnstrecke zwischen Rangkasbitung und Labuan, im heutigen Bezirk Kabupaten Bogor, ab. Sie führte fast genau nach Süden bis zur Küste nahe Malingping, dann über der Steilküste bis Bajah. Die Streckenlänge war 89,35 km, es gab neun Bahnhöfe. Der höchste Punkt war nahe Tjeladjim auf 113 über N.N. Es gab mehr als achtzig meist hölzerne Brücken.
Von der Kohlemine führten mehrere kurze Schmalspurbahnen (600 mm) zum Bahnhof. Die Strecke wurde von Bajah noch in eine nahe Gummiplantage weitergeführt. Streckenspezifische Statistiken zum Frachtaufkommen sind nicht erhalten.
Während der Blockade der Provinz durch die Holländer 1948 nutzte man holzbefeuerte Lokomotiven. Die Kolonialherren übergaben die Kontrolle des während der zweiten „Polizeiaktion“ eroberten Gebiets der indonesischen Armee im Oktober 1949, die Aktivitäten der Darul Islam verhinderten jedoch den Bahnbetrieb während der zweiten Jahreshälfte.
Im Februar 1951 wurde der Betrieb zunächst einmal täglich, bald nur noch einmal pro Woche noch für einige Monate aufgenommen, im August dann aber ganz eingestellt. Eine von der indonesischen Staatsbahn im November 1951 eingesetzte Kommission stellte fest, dass die Wiederaufnahme des Betriebs in der dünn besiedelten Region zu große Investition erfordern würde, um rentabel zu sein. Die Schienen wurden in den nächsten Jahren abgebaut, 1980 waren außer einigen betonierten Brückenpfeilern nur noch die Bahnsteige in Bajah sichtbar.

### Wirtschaftlicher Hintergrund
Die Kohlevorkommen minderer Qualität in dünnen Flözen waren bereits in den 1890ern entdeckt worden und sollten aus strategischen Gründen erschlossen werden. Für Niederländisch-Indien war jedoch der Tagebau auf Sumatra leichter zugänglich. Nördlich von Bajah fand sich Gold bei Tjikotok und Tjirotan, die über 31 km Straße erschlossen wurden. Diese Erze enthielten Gold, Silber, Kupfer, Blei und Zink, wobei die letzten drei nur als Beiprodukte anfielen. Seit 1924 suchte man Gold und Silber und baute seit 1929 profitabel ab, wenn auch der Ausbau nach 1939 nur eingeschränkt erfolgte, da Maschinen aus Deutschland nicht mehr geliefert werden konnten.
Andererseits hielten die Japaner den Abbau von Edelmetallen nicht für kriegswichtig und gewannen pro Arbeitstag maximal 200 kg des für sie wichtigen Kupfers. Als Produktionsziel, das nie erreicht wurde, hatte man sich 1943 für den Kohleabbau 300.000 t p. a. gesetzt. Die Mine war für Sumitomo, Eigentümer von Bajah Kōzan, ein massives Verlustgeschäft. Nach der zweiten „Polizeiaktion“ brauchten die Niederländer Gold zur Bezahlung ihrer weiteren Aufrüstung, so dass die Bergwerke bald wieder eröffnet wurden. Der Kohleabbau begann 1946 wieder, wurde aber 1951 eingestellt. Edelmetallabbau bei Tjikotok erfolgte durch die Staatsfirma Lagam Muli in den 1960ern, nutzte aber die Straßen von Pasir Gombong.

### Bau
Planungen durch acht japanische und sieben weitere Fachleute begannen im Juli 1942. Anfang 1943 begann man Personal anzuwerben. Für den Bau wurde die geplante Strecke in zehn Abschnitte geteilt, die innerhalb eines Jahres fertigzustellen waren. Massenunterkünfte richtete man zunächst auf einer Gummiplantage 10 km südlich Saketi und nahe Malingping ein. Kriegsbedingte Materialknappheit führte dazu, dass etliche Brücken und Tunnels behelfsmäßig, aber arbeitsintensiver, nur in Holz ausgeführt werden konnten. Baumaterial lieferte man über die schlechte Straße von Pelabuhan Ratu. Schienen und Schwellen stammten aus Vorkriegsbeständen in den vorhandenen Depots der Staatsspoorwegen. Einer Widerstandsgruppe der Partai Komunis Indonesia gelang im November 1943 die Sprengung eines Brückenpfeilers.

### Arbeitskräfte
Die ab August 1942 vergleichsweise kleine Besatzungstruppe auf Java, war auf einheimische Arbeitskräfte angewiesen. Man warb „Freiwillige“ zum einen dauerhaft als „Hiwis“ (heihō) für das Militär und befristet Rōmusha (労務者), meist für 3–4, selten 7–8 Monate, unter der ländlichen Bevölkerung an. Diesen wurde eine gewisse Menge Verpflegung zusätzlich zu einer Bezahlung von üblicherweise 50 cent täglich versprochen. Auch zum Arbeitsdienst abgestellt wurden Jugendliche der seinendan (青年団). An Fachkräften entließ man aus Internierungslagern vorübergehend einige holländische Ingenieure und indonesische Bahnarbeiter, zusammen nicht mehr als fünfzig Personen.
Behandlung und Verpflegung der Arbeiter scheint sehr stark vom guten Willen des jeweiligen japanischen Kommandanten des Bauabschnitts abhängig gewesen zu sein. Einige Trupps hatten nur drei Tote unter 1000 Mann, andere Berichte nennen fünf bis sechs Überlebende unter 33. Die medizinische Versorgung auf den Baustellen war allgemein mangelhaft, besonders Bisse der in dem Gebiet häufigen Giftschlangen konnten nicht behandelt werden. Malaria und Tropengeschwüre waren häufig. Realistische Schätzungen gehen von insgesamt 15.000 Verstorbenen für Bahnbau und Arbeit in der Mine aus. Vielfach wurde ohne Ruhetage gearbeitet. Etliche Arbeiter flüchteten. Ein 1947 errichteter 3 m hoher Gedenkstein für die beim Bau Verstorbenen wurde 1952 in die Verantwortung der Regierung übernommen. Er wurde aber nicht gepflegt.